# USS Entemedor (SS-340)
Za druga plovila z istim imenom glejte USS Entemedor.
USS Entemedor (SS-340) je bila jurišna podmornica razreda balao v sestavi Vojne mornarice Združenih držav Amerike.
Podmornico SS-340 so sprva poimenovali Chickwick, toda 24. septembra 1942 so jo preimenovali v Entemedor. 24. avgusta 1973 so podmornico prodali Turčiji, kjer so jo preimenovali v TCG Preveze (S 345).